# Jacob van Maerlant
Jacob van Maerlant (c. 1230-1240 – c. 1288-1300) a fost un poet flamand.
A fost considerat cel mai mare poet al acestui popor din secolul al XIII-lea și unul dintre cei mai mari scriitori în olandeză mijlocie din perioada medievală.
A scris o operă vastă care a exercitat o oarecare influență asupra literaturii medievale.

## Scrieri

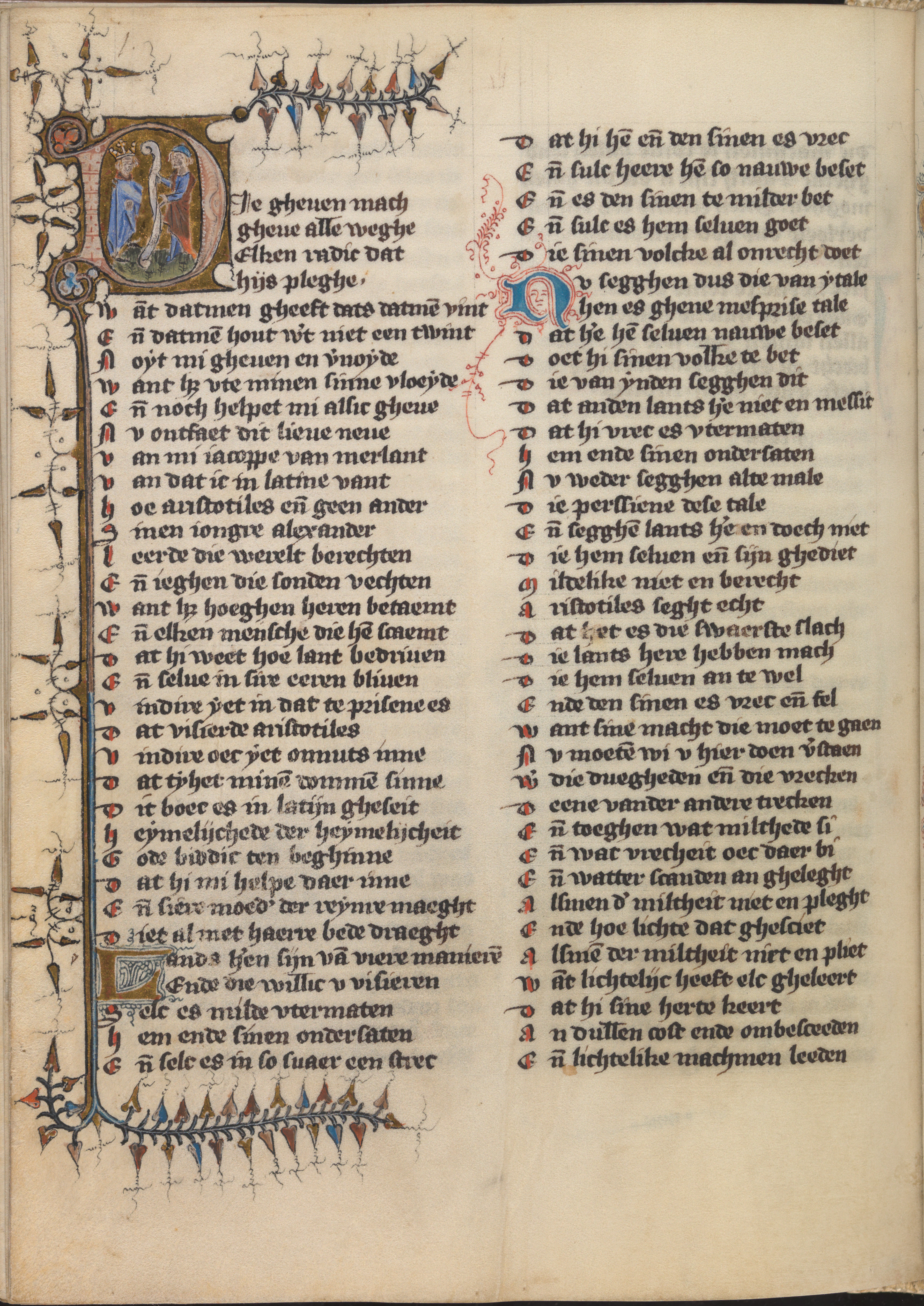
Die Heimelicheit der heimelicheden - KB 76 E 5, 061v

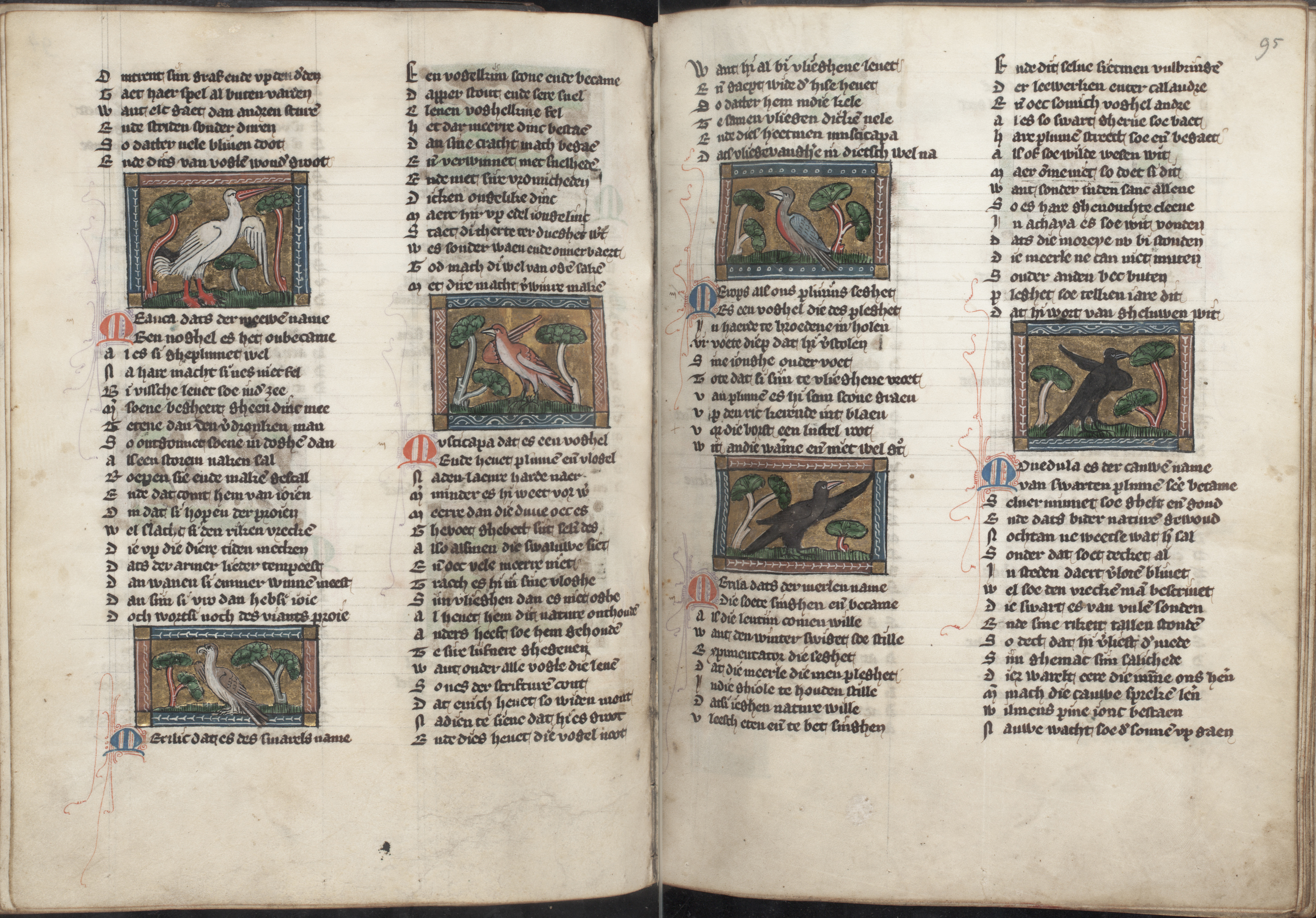
Der naturen bloeme („Partea cea mai frumoasă a naturii”), KB KA 16

- 1257/1260: Alexanders geesten („Faptele eroice ale lui Alexandru”), prelucrări asupra eposurilor cavalerești
- c. 1261: Historie van den Grale en Merlijns Boeck („Istoria Graalului și cartea lui Merlin”)
- c. 1264: Historie van Troyen („Istoria Troiei”)
- c. 1266: Der naturen bloeme („Partea cea mai frumoasă a naturii”)
- 1271: Rijmbijbel („Biblia în versuri”)
- 1283/1288: Spieghel historael („Oglinda istoriei”), de inspirație socială
- Strophische gedichten („Poeme strofice”)
- Wapene Martyn („Din păcate, Martin”)
- Der kercken claghe („Tânguirile bisericii”), critică asupra abuzurilor bisericii.

1. 1 2 3  Czech National Authority Database, accesat în 1 martie 2022